# Рюммінген
Рюммінген (нім. Rümmingen) — громада в Німеччині, знаходиться в землі Баден-Вюртемберг. Підпорядковується адміністративному округу Фрайбург. Входить до складу району Леррах.
Площа — 4,46 км2. Населення становить 1859 ос. (станом на 31 грудня 2020).